# Klaus Mehner
Klaus Mehner (* 18. Januar 1941 in Berlin; † 19. September 2016) war ein deutscher Fotograf und Reporter. Er arbeitete sowohl in Westdeutschland als auch in Ostdeutschland und zählt zu den wichtigsten Chronisten der deutschen Teilung. Mit seinen Fotografien prägte Mehner die westdeutsche Berichterstattung über die DDR der 1970er und 1980er Jahre.

## Leben und Werk
Mehner wuchs im West-Berliner Ortsteil Schmargendorf im Bezirk Charlottenburg-Wilmersdorf auf. Nach dem Abitur wurde er 1959 zur Bundeswehr eingezogen. Nach wenigen Wochen Grundwehrdienst verpflichtete sich Mehner für fünf Jahre in einer Panzereinheit in Norddeutschland. Nach seinem Militärdienst arbeitete er ein Jahr als Kameramann beim Sender Freies Berlin (SFB). 1965 ging er für kurze Zeit nach Frankfurt zu Associated Press (AP). Dort lernte er die Praxis des Pressefotografen und die Laborarbeit unter Zeitdruck kennen. Als AP ihn in die damalige Bundeshauptstadt Bonn schickte, wurde dort schon bald die britische Bildagentur Keystone auf ihn aufmerksam und warb ihn ab. In Köln trat er dann bei Keystone ein Volontariat als Fotojournalist an. 
1967 kehrte er als freiberuflicher Fotograf wieder nach Berlin zurück und startete seine Karriere mit Fotoaufnahmen der West-Berliner Studentenunruhen. Er fotografierte regelmäßig die Protagonisten der Außerparlamentarischen Opposition (APO), darunter Rudi Dutschke, Christian Semler, Ulrike Meinhof und Horst Mahler. Daneben machte er auch Aufnahmen von den Kommune-I-Bewohnern Dieter Kunzelmann, Rainer Langhans, Fritz Teufel und Uschi Obermaier. Seine Fotos von den Berliner Ereignissen verkaufte er oftmals zusammen mit einem Begleittext an verschiedene Redaktionen. Besonders bekannt wurde Mehners Stern-Titelbild, auf dem sich Uschi Obermaier einen Joint drehte. Dadurch wurde auch das Nachrichtenmagazin Der Spiegel auf ihn aufmerksam und druckte vieler seine Bilder. 1968 gründete Mehner die Fotoagentur Klaus Mehner Pressefotos, die seit 2000 als Internetdatenbank BerlinPressServices.de firmiert. 
Mehner begann zu dieser Zeit auch in Ost-Berlin zu fotografieren und seine Bilder vom Ostteil der Stadt erschienen bald in zahlreichen Westmedien. Im Juli 1970 kam es erstmals zu einem Konflikt mit den Behörden der DDR, nachdem Mehner auf der Ostseite des Brandenburger Tors drei in Gartenstühlen sitzende Personen mit Blick nach Westen fotografiert hatte. Nach Ansicht der DDR-Behörden hätte eine solche Aufnahme beantragt und genehmigt werden müssen, da es sich um ein Foto im Grenzgebiet handelte. Nach der Abmahnung wurden Mehners Ausflüge nach Ost-Berlin vorübergehend seltener. Mehner arbeitete auch für das Musiklabel Electrola und fotografierte Entertainer und Schlagersänger wie Freddy Quinn, Conny Froboess, Vico Torriani und Hildegard Knef. 
Von 1973 bis zum Fall der Mauer 1989 arbeitete er mit zwei zeitlichen Unterbrechungen als freier Mitarbeiter für den Spiegel. Dazu war er in der DDR für das Nachrichtenmagazin als Reisekorrespondent akkreditiert. 1974 gelang Mehner ein aufsehenerregendes Bild, das erstmals übersichtlich aus größerer Höhe den gesamten Gebäudekomplex des Ministeriums für Staatssicherheit (MS) in Berlin-Lichtenberg zeigte. Mehner war dazu in ein 18 Stockwerke hohes Gebäude in der Frankfurter Allee eingedrungen, um aus einer Luke im Dachboden seine Aufnahme machen zu können. Das Foto wurde zuerst im Spiegel abgedruckt, ohne wie damals üblich den Namen des Urhebers zu nennen. Doch da Mehner das Bild auch an andere Zeitungen verkaufte, wurde es in zahlreichen in- und ausländischen Nachrichtenmagazinen mit seinem Namen versehen. Aufgrund dieser besonderen Schmach für die DDR-Führung durfte Mehner bis 1977 zeitweise nicht einmal mehr Straßenszenen in Ost-Berlin fotografieren und viele seiner Anträge, offiziellen Fototerminen beizuwohnen, wurden nicht mehr genehmigt. Seine Arbeit stand unter der Beobachtung des Ministeriums für Staatssicherheit, das für ihn eine Akte unter dem Titel "Wurm" anlegen ließ.
Im September 1977 landete Mehner einen weiteren Coup, als er mit einer Fotoserie den Freikauf politischer DDR-Häftlinge dokumentierte. Mehner wollte den Häftlingstransport unbedingt auf der Transitstrecke durch die DDR fotografieren. Nachdem er in Erfahrung gebracht hatte, dass der Häftlingstransport von Karl-Marx-Stadt ausgehend in Gießen eintreffen sollte, wartete Mehner zwischen dem Hermsdorfer Kreuz und dem über den Grenzübergang Wartha/Herleshausen, bis er die Autokolonne, angeführt vom Mercedes des Ost-Berliner Anwalts Wolfgang Vogel, schließlich fotografieren konnte. Ihm gelangen auch Aufnahmen der drehbaren Nummernschilder, die an den Omnibussen des Häftlingstransports angebracht waren. Während der Fahrt auf ostdeutschem Gebiet zeigten die Busse Ost-Nummernschilder, um nicht aufzufallen. Nach Passieren der innerdeutschen Grenze wurde per Knopfdruck auf West-Nummernschilder umgeschaltet.
Nach diesen Ereignissen wurde Mehner ständig von Mitarbeitern der Staatssicherheit begleitet, wenn er die Leipziger Messe besuchte oder Militärparaden und offizielle Auftritte von Politbüromitglieder fotografierte. Anscheinend wollte die DDR-Führung dem Fotografen den Zugang zu ihrem Land nicht gänzlich verwehren, um die Beziehungen zur Bundesrepublik nicht unnötig zu belasten. Mehner konnte seiner die Bewacher aber oftmals abschütteln, um ohne Genehmigung die umstrittene Mülldeponie Schöneiche, unliebsame Schriftsteller, rebellische Oppositionelle, Radarfallen der Volkspolizei, Intershops und die Beerdigung des an der Berliner Mauer erschossenen Chris Gueffroy zu fotografieren.
Weitere bekannte Aufnahmen von Mehner aus den 1980er Jahren umfassen den X. Parteitag der SED 1981, den Besuch des Ministerpräsidenten von Nordrhein-Westfalen Johannes Rau in der DDR 1985 und die letzten Kommunalwahlen unter dem SED-Regime 1988. Mehner dokumentierte auch die Auftritte von Udo Lindenberg und Peter Maffay in der DDR. Nach dem Fall der Mauer 1989 begleitete er noch einmal intensiv die Geschehnisse und fotografierte Runde Tische, Demonstrationen, Aufstieg und Fall mancher Akteure und die Deutsche Wiedervereinigung 1990.
Die Fotografien Mehners zeigen vorwiegend in Schwarz-Weiß-Aufnahmen Alltagsszenen, ungewöhnliche Augenblicke und historische Momente. Seine Bilder handeln oftmals vom Leben mit und an der Berliner Mauer und offenbaren die absonderliche Normalität in der geteilten Stadt. Seine Fotos dokumentieren neben dem Trennenden das Verbindende zwischen den Welten, obwohl auf beiden Seiten der Mauer die Unterschiede dieser beiden Realitäten stets beschworen wurden. Seine bevorzugten Genres waren die klassische Straßenfotografie und die Porträtfotografie. 
Mehner betrachtete sich selbst immer als  politisch Linken. Die DDR fasste er als Gegenentwurf zur Bundesrepublik auf. Dieses sozialistische Experiment war zwar aus dem Ruder gelaufen, aber auch lehrreich und aufregend. Er konnte aufzeigen, dass Anspruch und Wirklichkeit in der DDR deutlich auseinanderklafften. Ebenso kritisch fotografierte er das Leben im Westteil Berlins. Für ihn stellten die Aufnahmen aus der Zeit des geteilten Berlin den Kern seines Werks dar.
Der Journalist Karl-Heinz Baum interviewte 2008 Mehner in einer Reihe mit ehemaligen in der DDR akkreditierten westlichen Journalisten und befragte ihn u. a. über die Entstehung der Fotos vom Ministerium für Staatssicherheit von 1974 und des Häftlingstransports von 1977. Klaus Mehner verstarb 2016 im Alter von 75 Jahren.
2003 hatte Mehner der Bundesstiftung zur Aufarbeitung der SED-Diktatur etwa 800.000 Fotonegative überlassen. Nach seinem Tod konnte die Bundesstiftung auch den fotografischen Nachlass von Mehner übernehmen. Bei den neuen Fundstücken handelt es sich vor allem um Aufnahmen aus der DDR nach dem Mauerfall sowie um Fotos des Gegenbesuches des DDR-Ministerratsvorsitzenden Willi Stoph bei Bundeskanzler Willy Brandt in Kassel im Mai 1970.
Im Museum Charlottenburg-Wilmersdorf in der Villa Oppenheim wurden 2018 im Rahmen der Ausstellung 1968 | Berlin-Charlottenburg Zentrum der Revolte zahlreiche Fotografien von Klaus Mehner gezeigt. 2021 veröffentlichte der Autor und frühere Spiegel-Journalist Peter Wensierski eine Auswahl aus Mehners Werk unter dem Titel Parallelwelten Ost-West. Der Bildband ist die erste umfassende Würdigung von Mehners Schaffen, der sich nicht als Künstler, sondern als Fotoreporter der Zeitgeschichte verstand.

## Literatur

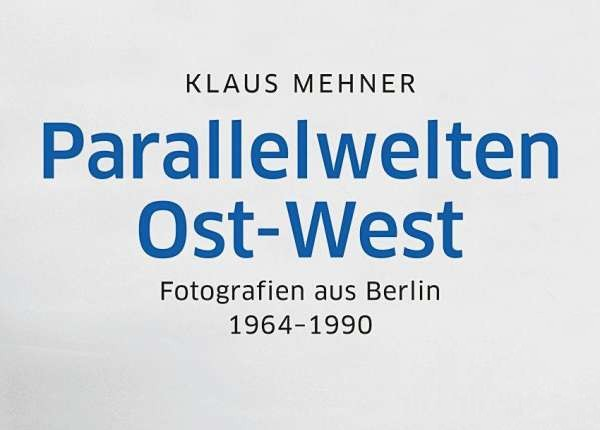
Peter Wensierski (Hrsg.): Parallelwelten Ost-West. Fotografien aus Berlin 1964-1990.

## Ausstellungen
- 2018: 1968 | Berlin-Charlottenburg. Zentrum der Revolte. Museum Charlottenburg-Wilmersdorf mit zahlreichen Fotografien von Klaus Mehner.[4]